# Dohrniphora gilberti
Dohrniphora gilberti är en tvåvingeart som beskrevs av Ronald Henry Lambert Disney 1990. Dohrniphora gilberti ingår i släktet Dohrniphora och familjen puckelflugor. Inga underarter finns listade i Catalogue of Life.